# Cixius caledonica
Cixius caledonica är en insektsart som beskrevs av William Edward China 1942. Cixius caledonica ingår i släktet Cixius och familjen kilstritar. Inga underarter finns listade i Catalogue of Life.